# 松江市総合文化センター プラバホール
松江市総合文化センター プラバホール（まつえしそうごうぶんかセンター プラバホール）は、島根県松江市にある多目的コンサートホール。

## 概要
1986年6月開館。2022年4月から改修工事のため休館、2024年4月に再開館。
「プラバ」は、松江城の別名である千鳥城の「千鳥」（英語: plover）から採られた。
大ホールには、中四国の公共ホールで唯一となるパイプオルガンを有する。
松江市立中央図書館がセンター内に併設されている。
2024年、株式会社さんびるが命名権を取得し、名称を「さんびる文化センター プラバホール」に変更した。契約期間は2024年4月から27年3月までの3年間で、契約金は年額300万円。

## 主な施設
- 大ホール（965.16㎡）　収容人数 808人
- 小ホール（143㎡）　収容人数 100人
- 大会議室（266㎡）　収容人数 200人
- 視聴覚室

## 開館時間・休館日
- 開館時間：9:00 - 22:00
- 休館日：毎週火曜日・年末年始（祝日の火曜日は開館）

## アクセス
- JR松江駅から徒歩13分、バス6分、タクシー3分
- 松江市バス「プラバホール前」、「プラバホール東入口」が最寄りバス停
- 付属駐車場117台（西駐車場33台、南駐車場21台、東駐車場63台）